# Leviathan (fumetto)
Leviathan è un fumetto di Peter Blegvad pubblicato durante gli anni novanta a tavole domenicali sul giornale inglese The Independent on Sunday. In Italia è stato pubblicato nello stesso periodo sulla rivista di fumetti Linus.

## Ambientazione
Leviathan, spesso abbreviato in Levi, è un bambino neonato senza faccia che interagisce con un gatto in un contesto surreale e onirico. Il fumetto ruota intorno a riflessioni o domande di carattere filosofico tra i due personaggi, come l'interazione con il mondo esterno, il senso di colpa o l'identità.